# Göckershof
Göckershof (fränkisch: Giegeas-huhf) ist ein Gemeindeteil der Stadt Langenzenn im Landkreis Fürth (Mittelfranken, Bayern). Göckershof liegt in der Gemarkung Horbach.

## Geographie
Die Einöde liegt am Südufer der Zenn. Nördlich des Ortes liegt das Waldgebiet Hart, südlich das Eichholz und östlich das Grundfeld. Die Kreisstraße FÜ 17 führt nach Langenzenn (2,2 km südwestlich) bzw. nach Raindorf (1,7 km nordöstlich).

## Geschichte
Der Ort wurde 1306 als „Gygershove“ erstmals urkundlich erwähnt, als Heinrich von Berg eine Wiese des Ortes an die Burggrafschaft Nürnberg verkaufte. Die Bedeutung des Ortsnamens ist unklar.
Gegen Ende des 18. Jahrhunderts gab es in Göckershof zwei Anwesen. Das Hochgericht übte das brandenburg-ansbachische Stadtvogteiamt Langenzenn aus. Der eine Hof hatte das brandenburg-ansbachische Klosteramt Langenzenn als Grundherrn, der andere Hof das Landesalmosenamt der Reichsstadt Nürnberg.
Von 1797 bis 1808 unterstand der Ort dem Justiz- und Kammeramt Cadolzburg. Im Rahmen des Gemeindeedikts wurde Göckershof dem 1808 gebildeten Steuerdistrikt Seukendorf und der im selben Jahr gegründeten Ruralgemeinde Horbach zugeordnet.
Am 1. Mai 1978 wurde Göckershof im Zuge der Gebietsreform in Bayern nach Langenzenn eingegliedert.

## Einwohnerentwicklung
| Jahr      | 001818 | 001840 | 001861 | 001871 | 001885 | 001900 | 001925 | 001950 | 001961 | 001970 | 001987 |
| Einwohner | 9      | 10     | 16     | 14     | 13     | 14     | 16     | 28     | 16     | 14     | 12     |
| Häuser    | 2      | 2      |        |        | 3      | 3      | 3      | 3      | 3      |        | 2      |
| Quelle    | [ 11 ] | [ 12 ] | [ 13 ] | [ 14 ] | [ 15 ] | [ 16 ] | [ 17 ] | [ 18 ] | [ 19 ] | [ 20 ] | [ 1 ]  |

## Religion
Der Ort ist seit der Reformation evangelisch-lutherisch geprägt und bis heute in die Trinitatiskirche (Langenzenn) gepfarrt. Die Einwohner römisch-katholischer Konfession waren ursprünglich nach St. Michael (Wilhermsdorf) gepfarrt, heute ist die Pfarrei St. Marien (Langenzenn) zuständig.